# Astomum levieri
Astomum levieri là một loài Rêu trong họ Pottiaceae. Loài này được Limpr. mô tả khoa học đầu tiên năm 1897.